# Léon Tom
Léon Tom (Anvers, 25 d'octubre de 1888 - ?) va ser un tirador d'esgrima i corredor de bobsleigh belga que va competir durant les dècades de 1910 i 1920. Durant la seva carrera esportiva disputà quatre edicions dels Jocs Olímpics d'Estiu i una d'hivern, amb un balanç de dues medalles de plata guanyades. Als campionats del món guanyà una medalla d'or i dues de bronze.
El 1912, a Estocolm, va prendre part en els seus primers Jocs Olímpics. Va disputar tres proves del programa d'esgrima. En la prova de sabre per equips fou cinquè, en espasa individual setè i en floret individual quedà eliminat en sèries.
El 1920, als Jocs d'Anvers, disputà cinc proves del programa d'esgrima. En la prova d'espasa per equips guanyà la medalla de plata, mentre en la de sabre per equips fou quart i en la de sabre individual i floret per equips sisè. En espasa individual quedà eliminat en sèries.
El 1924, als Jocs de París, disputà tres proves del programa d'esgrima. En la prova d'espasa per equips revalidà la medalla de plata, mentre en espasa individual fou setè i en sabre per equips quedà eliminat en sèries.
El 1928 disputà els seus quarts i darrers Jocs d'estiu. A Amsterdam disputà dues proves del programa d'esgrima. En ambdues, espasa per equips i espasa individual fou quart.
Aquell mateix any fou sisè en la prova de bobsleigh a 5 dels Jocs Olímpics d'Hivern que es disputaren a Sankt Moritz.
El 1940, Tom, que era jueu, escapà de Bèlgica, primer a Portugal i després als Estats Units. Se sap que va viure a Manhattan i es dedicà a la taxació de diamants.